# Кедаш, Зохир
Зохи́р Кеда́ш (араб. زهير كداش‎; род. 2 марта 1986, Бумердес) — алжирский боксёр, представитель полусредней весовой категории. Выступает за сборную Алжира по боксу начиная с 2011 года, победитель и призёр турниров международного значения, участник летних Олимпийских игр в Рио-де-Жанейро.

## Биография
Зохир Кедаш родился 2 марта 1986 года в городе Бумердесе, Алжир.
Первого серьёзного успеха на взрослом международном уровне добился в сезоне 2011 года, когда вошёл в основной состав алжирской национальной сборной и побывал на Панарабских играх в Дохе, откуда привёз награду бронзового достоинства, выигранную в полусредней весовой категории — на стадии полуфиналов уступил марокканцу Мехди Халси. Также в этом сезоне выступил на Всеафриканских играх в Мапуто, где дошёл до четвертьфинала.
В 2012 году одолел всех соперников и занял первое место на Кубке африканских наций в Ботсване.
Завоевал золотую медаль на домашнем международном турнире 2013 года в Сетифе.
Одержал победу на чемпионате Алжира по боксу 2014 года в полусредней весовой категории.
В 2015 году вновь выиграл алжирское национальной первенство, стал бронзовым призёром международного турнира в Сетифе, выступил на Всеафриканских играх в Браззавиле, где добрался до стадии четвертьфиналов. Кроме того, в составе команды «Алжирские пустынные ястребы» принял участие в матчевой встрече полупрофессиональной лиги WSB, проиграв представителю «Украинских атаманов» Олегу Зубенко.
На африканской олимпийской квалификации в Камеруне Кедаш сумел пробиться в полуфинал и благодаря этому выступлению удостоился права защищать честь страны на летних Олимпийских играх 2016 года в Рио-де-Жанейро. На Играх, тем не менее, провёл только один бой — уже на предварительном этапе категории до 69 кг со счётом 0:3 потерпел поражение от ирландца Стивена Доннелли и выбыл из борьбы за медали. Помимо этого, выступил на турнире «Хиральдо Кордова Кардин» на Кубе, взял бронзу на Мемориале Дуйшенкула Шопокова в Киргизии.